# Сёдзо, Танака
Сёдзо Танака (яп. 田中正造, たなかしょうぞう;1841 — 1913) — японский политик и экоактивист.
Родился в префектуре Тотиги.
В 1890 году избран депутатом Палаты представителей Парламента Японии. Принимал участие в расследовании случаев отравления вод в окрестности рудника Асио. В 1901 году сложил депутатские полномочия и напрямую подал Императору жалобу о действиях владельцев рудников Асио. Впоследствии выступал с протестами против промышленного затопления села Янака. В конце жизни занимался вопросами ирригации и водоснабжения.